# 戀愛交流
《戀愛交流》是MarshmallowSoft（ましゅまろそふと）在2019年3月29日發售的戀愛冒險類型成人遊戲，MarshmallowSoft的第一部作品。

## 故事
八雲龍行是青浜女學院新任「戀愛交流學」（恋愛コミュニケーション学，簡稱戀交學(らぶこみゅ学)）科目的老師，主要教導學生正確的戀愛觀念。但是在他任職不久之後的一場考試中，他所教學生西園寺笙子、月宮鈴、鷹司真琴、名樂久留巳、生駒美弦這五位的戀交學成績沒有及格，為此龍行被學院長安排成為她們的課後補習老師。

## 角色

### 主要角色
八雲龍行
本作的男主角，青浜女學院的新任戀交學老師。由於過去有戀愛失敗經驗，為此就讀大學專攻戀交學。原本希望到男校教書，但是在家人施壓下透過親戚青浜學院長的安排來此教書。
西園寺笙子（聲優：結城ほのか）
身高：164cm，三圍：B89/W58/H89，生日：10月21日
青浜女學院二年級學生，西園寺集團社長的獨生女。從小接受嚴格教育，但對性方面的知識幾乎一無所知。
月宮鈴（聲優：八尋まみ）
身高：147cm，三圍：B76/W57/H81，生日：1月4日
青浜女學院一年級學生，出身於巫女世家的唯一繼承者。由於事事都是交由身邊的隨從來處理而導致無法自立生活。
鷹司真琴（聲優：風花ましろ）
身高：175cm，三圍：B92/W59/H90，生日：12月1日
青浜女學院三年級學生，劍道社的社長。由於小時候偷看過父親的官能小說而開始不時會有受虐癖妄想。

### 其他角色
明樂久留美（聲優：榎津まお）
鈴的同學和親友。父親是名特務，受到他影響而擁有優異體能和敏銳察覺能力。
生駒美弦（聲優：伊ヶ崎綾香）
真琴的同學。從小就開始學習新娘課程，擅長做家事和侍寝。
八雲鳴（聲優：八ッ橋きなこ）
龍行的妹妹，青浜女學院一年級學生，由於喜歡自在生活而離開老家與哥哥同住。
春日弓真（聲優：雪村とあ）
青浜女學院的新任戀交學老師，但是一直沒有找到交往對象。
歩子（聲優：水野七海）
配置在保健室的機器貉，護理老師的助教。擁有交換身體的機能，另外備有少女軀體。

## 主題曲
片頭曲
作詞、主唱：，作曲、編曲：仁科和希
片尾曲
作詞、主唱：，作曲、編曲：仁科和希

## 外部連結
- 官方網站 （页面存档备份，存于）（日語）